# Хаялия
Хаялѝя (на английски: Hialeah) е град в югоизточната част на щата Флорида, САЩ. Хаялия е с население от 220 482 жители (2005) и обща площ от 51,51 кв.км (19,70 кв. мили). Получава статут на град през 1925 г.
В Хаялия е базирана Телемундо, втората по големина испаноезична телевизионна компания в света, която достига до 93% от испаноговорещите жители на САЩ.